# Ett sting i tummen
Ett sting i tummen (engelska: By the Pricking of My Thumbs) är en detektivroman av Agatha Christie och publicerad i Storbritannien av Collins Crime Club i november 1968 och i USA av Dodd, Mead and Company senare samma år. Den handlar om hennes detektiver Tommy och Tuppence Beresford.
Tommy och Tuppence är medelålders i detta verk (de åldras från roman till roman).
Bokens titel kommer från akt IV, scen I i William Shakespeares Macbeth, när den andra häxan säger:
Ett sting i tummen säger mig,
Att något ont hit närmar sig.

## Handling
Romanen är uppdelad i fyra böcker.
I bok 1 besöker Tommy och Tuppence Beresford Tommys moster Ada på ett ålderdomshem som heter Sunny Ridge. Medan Tommy pratar med sin moster har Tuppence ett samtal med en annan invånare, Mrs Lancaster, som oväntat säger "Var det ditt stackars barn? Där bakom brasan." Några veckor senare dör moster Ada av naturliga orsaker. När de återvänder till hemmet efter begravningen för att ordna med Adas ägodelar, upptäcker de att Mrs Lancaster plötsligt har gett sig av. Husmor berättar att en släkting vid namn Mrs Johnson förde bort henne. Tuppence misstänker att det finns mer att säga och försöker hitta släktingen, men spåren ger inget. Ett av föremålen som moster Ada hade kvar är en målning av ett hus vid en flod. Bilden påminner starkt om ett hus hon en gång såg och genast gillade. Målningen ska ha skänkts till moster Ada av fru Lancaster.
I bok 2 är Tommy borta i några dagar, så Tuppence börjar leta efter det mystiska huset på egen hand. Till slut hittar hon den i en liten by som heter Sutton Chancellor. Det visar sig att huset är uppdelat på ett märkligt sätt. Den bakre delen av huset hyrs av ett medelålders par som kallas Perrys. Den främre delen har stått tom i flera år. Tuppence träffar folket i Sutton Chancellor. Det finns en äldre kyrkoherde, en pratsam B&B-värdinna som heter Mrs Copleigh och en Miss Bligh som verkar styra församlingen. Under förevändning att hon letar efter ett hus försöker Tuppence få mer information om huset. Mrs Copleigh berättar en dyster historia om en våg av barnmord för några år sedan. Sedan kommer Tuppence inte hem på den avtalade dagen, efter att ha fått en hjärnskakning efter ett slag mot huvudet.
I bok 3 är Tommy och hans tjänare Albert oroliga för Tuppence. Tommy gör en del efterforskningar på egen hand. Han upptäcker att målningen är gjord av en konstnär vid namn Boscowan som dog för flera år sedan. Tommy träffar läkaren på Sunny Ridge. Det har förekommit några dödsfall som läkaren tycker är märkliga och han är orolig för eventuellt fult spel. Tommy pratar sedan med en vän som är utredare och som antyder att huset i Sutton Chancellor kan ha använts som ett säkert hus för ett kriminellt gäng. Tommy visar tavlan för fru Boscowan, som noterar att någon har lagt till en båt på bilden. Väl hemma får Tommy veta att Tuppence ligger på ett sjukhus i närheten av Sutton Chancellor med en allvarlig hjärnskakning. Tommy och Albert hittar sedan ett gömt brev från moster Ada, där hon misstänker att det finns ondska i Sunny Ridge.
I bok 4 har Tuppence tillfrisknat. En gammal docka hon hittat i det mystiska huset visar sig innehålla oslipade diamanter. En fest arrangeras i Sutton Chancellor. Sir Phillip Starke, den lokale markägaren, och fru Boscowan är inbjudna. Tuppence får intrycket att Sir Phillip vet mer om hela affären. Nästa dag går Tuppence till prästgården och konfronterar fröken Bligh, som hon misstänker var den som slog henne i huvudet. Ensam beger sig Tuppence till det mystiska huset och hittar till sin förvåning den försvunna Mrs Lancaster. Hon tar med sig Tuppence till en hemlig del av huset och berättar sin livshistoria. Hon var ett vilt barn, en dansös, som blev gravid ung. Efter att hon valt att abortera barnet ("Jag var dansare, jag ville inte ha ett barn... Läkaren sa att det skulle gå bra, men det var inte okej"), började hon samarbeta med ett kriminellt gäng; De använde huset för att gömma sitt byte. Senare lämnade hon det livet bakom sig och gifte sig, i hopp om att få en familj, men kunde inte bli gravid igen och i sin sorg och skuld över aborten blev hon sinnesrubbad och började döda barn. "Det enda sättet att sona det första mordet var fler mord – det var offer, förstår du?"
En av de andra invånarna, Mrs Moody, i Sunny Ridge hade känt igen henne, så hon måste tystas. Fröken Bligh som utgav sig för att vara en släkting, flyttade in henne i ett nytt hem. Efter hennes uppriktighet försöker Mrs Lancaster döda Tuppence, först med förgiftad mjölk och sedan med en metallkniv. Tuppence hinner undan precis i tid. Det avslöjas att Mrs Lancaster i själva verket är hustru till Sir Phillip Starke. Han hade mörklagt hennes sinnessjukdom och de brott hon begått. Han fick hjälp i mörkläggningen av miss Bligh, hans tidigare sekreterare och förtrogna. Tommy och Tuppence återvänder sedan hem.

## Litterär betydelse och mottagande
Romanen är tillägnad "de många läsare i detta lans som skriver till mig och frågar: 'Vad har det blivit av med Tommy och Tuppence? Vad gör de nu?'"
Francis Iles (Anthony Berkeley Cox) medgav i The Guardians nummer den 13 december 1968 att "Detta är en thriller, inte en detektivhistoria, och naturligtvis en genial och spännande sådan; men vem som helst kan skriva en thriller (nåja, nästan vem som helst), medan en äkta Agatha Christie kan skrivas av en enda person."
Maurice Richardson sa i The Observer den 17 november 1968: "Inte hennes bästa, men den har inslag av hennes mysiga eufori och aura av det olycksbådande."
Robert Barnard sa att den här romanen "börjar ganska bra, med en elak gammal moster till Tommy på ett förnämt ålderdomshem, men förfaller snabbt till ett virrvarr av halvfärdiga intriger och en uppsjö av de där samtalen, alltför välbekanta i sena Christie, som slingrar sig vidare genom irrelevanser, upprepningar och inkonsekvenser för att inte sluta någonstans (som om hon hade suttit vid Samuel Becketts fötter)." Han avslutade sin negativa bedömning av handlingen med att säga att den "får en att uppskatta ekonomin i dialogen – all poäng, eller åtminstone möjlig poäng, i tidiga Christie."

## Bearbetningar

### Film
År 2005 filmatiserades romanen av den franske regissören Pascal Thomas under titeln Mon petit doigt m'a dit....

### TV
Romanen filmatiserades 2006 som en del av Agatha Christies Marple-serien med Geraldine McEwan i huvudrollen, även om Christie inte skrev in Miss Marple i originalberättelsen. Handlingen ändrades med Tommy borta på militär underrättelsetjänst utomlands, och Tommys del av historien skrevs om för Miss Marple. Tommy framställdes som en självgod stark man, medan Tuppence framställdes som en alkoholist som bar på en plunta och som var förbittrad över sin makes framgångar; Hon skulle också bli inskriven av MI6 men hade då inte kunnat uppfylla denna ambition eftersom hon var gravid med deras första barn. Tommy och Tuppence spelades av Anthony Andrews och Greta Scacchi. Tiden som denna version utspelar sig i är någonstans mellan slutet av 1940-talet och början av 1950-talet, men oklar och något inkonsekvent: en amerikansk B-17 (som lämnade Storbritannien strax efter kriget och var ur amerikansk tjänst 1949) flyger över byn, men amerikanska flygare bär den blå USAF-uniformen som introducerades 1949, och det finns också en affisch från Festival of Britain från 1951 i byns butik.